# Beard Peak
Der Beard Peak ist ein 2360 m hoher Berg im westantarktischen Marie-Byrd-Land. Er ragt 6 km südlich des östlichen Ausläufers des Mount Mooney am Nordrand der La Gorce Mountains auf.
Der United States Geological Survey kartierte ihn anhand von Luftaufnahmen der United States Navy aus den Jahren von 1960 und 1963. Das Advisory Committee on Antarctic Names benannte ihn nach Philip H. Beard, Luftbildfotograf bei der Flugstaffel VX-6 bei der Operation Deep Freeze der Jahre 1966 und 1967.